# 66式機雷

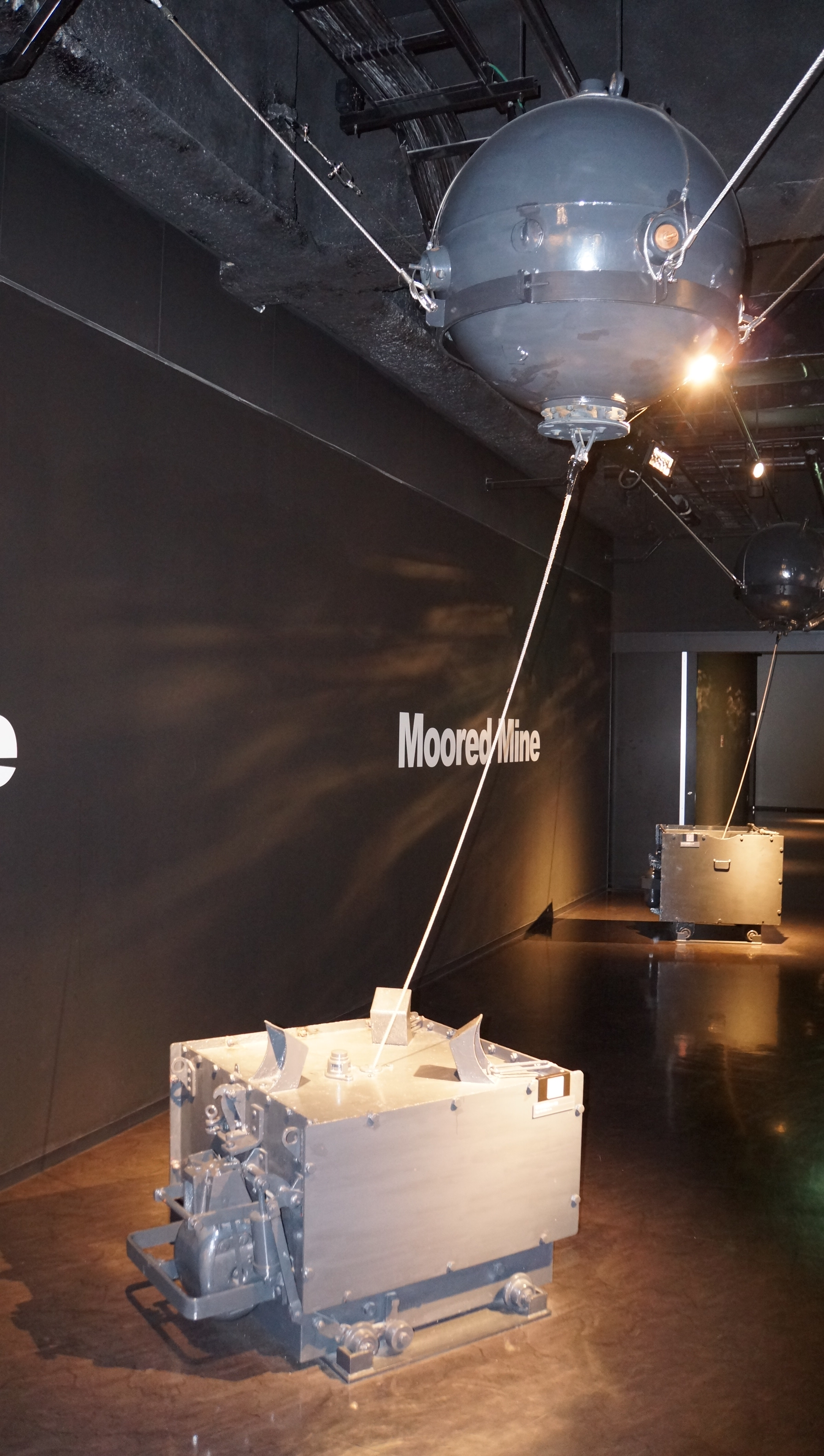
海上自衛隊呉史料館の展示品。係維索を通じて係維器から係維された機雷カンを模している。

66式機雷（K-15）は、海上自衛隊が保有する機雷。敷設形態としては係維式、作動方式としてはカン体または水中線（アンテナ）による触発式とされている。

## 来歴
海上自衛隊では、昭和29年度よりアンテナ機雷の開発に着手した。これに基づき、第一次世界大戦の北海機雷堰でも活躍したアメリカ海軍のアンテナ機雷 (Mark 6 Mines) の図面をもとに国産化したものが66式機雷（K-15）である。1950年代のうちに開発された改良型のK-15Bも含めて、多数が生産された。

## 設計
66式機雷は、機雷カン・係維部および浮標部などによって構成されている。機雷カンは直径約87cm、機雷カン体5型（KB-5）に発火装置やカン体付触角などを装着したものである。なおK-15Bでは機雷カン体9型（KB-9）に更新されている。
敷設にあたっては、艦船の敷設軌条から海中に投下されたのち、機雷カンから係維器が分離し、更に係維器から深度錘が分離して、それぞれ沈降する。先に深度錘が着底するが、この時点で係維索の展張は停止され、機雷カンは所定深度の海中に係維されることになる。なお浮へん秒時は約60秒とされている。
なお、66式機雷では、上記の通り機雷カンにも機雷触角（3型KKS-3、砂糖式）が備えられており、通常の触発機雷としても用いることができるが、オペレーショナルアッセンブリによっては浮標部を備えたアンテナ機雷としても用いることができる。この場合は、機雷カンが水圧分離器の調定深度まで沈降した時点で、浮標部が機雷カンから分離されて浮上する。

### 要目
- 敷設水深 - 30〜945 m（K-15Bでは最大300 m）
- 敷設調定深度 - 5〜90 m
- 接触作動範囲 - 40 m
- 寿命 - 約1年
- 重量 - 約650 kg（アンテナ機雷として用いる場合は約662 kg、K-15Bでは約860 kg）